# Janaki Ballabh Patnaik
Janaki Ballabh Patnaik (ur. 3 stycznia 1927 w Rameswarze, w stanie Orisa, zm. 21 kwietnia 2015 w Tirupati, Andhra Pradesh) – indyjski polityk i dziennikarz. Wieloletni parlamentarzysta, wiceminister oraz gubernator. Działacz Indyjskiego Kongresu Narodowego.

## Życiorys
Urodzony w stanie Orisa, ukończył Khurda High School, a następnie studiował na Utkal University oraz Banares Hindu University. Działał wówczas w organizacjach studenckich. Po studiach pracował jako redaktor i dziennikarz – najpierw w Eastern Times, a następnie w Paurusha.

### Działalność polityczna
Związał się z Indyjskim Kongresem Narodowym. W 1971 został wybrany posłem do Lok Sabhy. Pełnił funkcję wiceministra obrony (1973-1975), następnie zaś został ministrem stanu ds. obrony (do 1977). Ponownie wybrany do izby niższej parlamentu związkowego w 1980, był związkowym ministrem turystyki oraz ministrem lotnictwa cywilnego i pracy. 9 czerwca 1980 został szefem rządu stanowego Orisy. Funkcję tę pełnił do 7 grudnia 1989. Kierował gabinetem tego stanu również od 15 marca 1995 do 15 lutego 1999. Wchodził w skład stanowego zgromadzenia ustawodawczego, w latach 2004–2009 jako lider opozycji. Był gubernatorem Asamu od 11 grudnia 2009 do 11 grudnia 2014.
Jest autorem biografii Buddy Siakjamuni.